# 金山城 (丹波国)
金山城（きんざんじょう）は、現在の兵庫県丹波篠山市にあたる丹波国多紀郡と、同県丹波市にあたる氷上郡の境にあった日本の城（山城）。明智光秀により築城された。丹波篠山市指定史跡。

## 概要
天正6年（1578年）9月、織田信長家臣・明智光秀は波多野秀治の籠る八上城（多紀郡）への攻撃を開始したが、その際、黒井城（氷上郡）の赤井氏と波多野秀治との連携阻止を図って、多紀郡・氷上郡の郡境に金山城を築いた。
『丹波志』によると、同年9月頃から築城が始まったという。同年11月には完成していたとみられ、その頃、明智光秀の指示で小畠永明が見廻りに来ている。
金山城は標高540m、比高300mの山頂にあり、この地からは敵方の八上城・黒井城・高見城（丹波市）を一望することができた。また、西の柏原から来る街道を城内に引き込んでおり、そこで通行人の監視をしていた可能性が考えられる。
光秀による丹波攻略は天正7年（1579年）9月頃に完了したが、同年10月に築城した加伊原新城（丹波市）を、光秀は自ら破却してその建造物を金山城に移したといい（『八幡神社縁起』）、これによれば丹波攻略のために築かれた金山城がそれ以後も使われたということになる。
城跡は1982年（昭和57年）2月24日に丹波篠山市指定史跡に指定された。